# Off-price
Off-price (Оф-прайс) — один из форматов торговли по специальным ценам. Предполагает продажу в одном магазине широкого спектра оригинальных товаров известных брендов с выгодой для покупателя — по ценам, существенно сниженным от их стоимости в других местах продаж.

## Характерные признаки
Термин применяется в fashion-ритейле. Основные отличия off-price от других форматов торговли по специальным ценам («Магазин фиксированной цены», «Аутлет», «Дисконт-центр») — наличие в одной торговой точке большого количества товаров разных категорий, ценовых диапазонов и торговых марок. Ассортимент обычно измеряется миллионами единиц товара, количество представляемых брендов — тысячами. Размер скидки составляет в среднем 60-65 % и может достигать 90 % от первоначальной цены аналогичных товаров в фирменных магазинах соответствующих торговых марок и мультибрендовых бутиках.

## Качество и источники происхождения товара
Off-price-ритейлеры реализуют товары популярных брендов, закупленные напрямую у владельцев торговых марок, их дистрибьюторов и производств. Такая модель защищает off-price-сети от товара неизвестного происхождения, гарантирует его качество, а также наилучшую цену в сравнении с другими точками продаж. Off-price-ритейлеры выкупают у брендовладельцев и фабрик излишне произведённый или нереализованный товар, остатки коллекций из шоу-румов, фирменных магазинов и дистрибьюторских сетей на специальных условиях, чтобы предложить их конечному покупателю с минимальной наценкой. Как правило, off-price-ритейлеры приобретают у брендовладельцев большие партии, состоящие из разных товаров, без жёстких требований к глубине модельного ряда (наличию всех размеров) и полноты коллекций, что позволяет им получать более выгодные условия по сделкам. Непосредственное взаимодействие с владельцами торговых марок защищает off-price-компании от товара неизвестного происхождения, гарантирует его качество и позволяет устанавливать более низкие цены в сравнении с другими точками продаж.

## Мотивация потребителя
Традиционно к шоппингу в off-price магазинах применяют термин «охота за сокровищами» (treasure hunting), отражающий концепцию формата: поиск покупателями оригинальных брендовых товаров по минимальной цене. Эта поведенческая модель определяется глобальным трендом на «умный шопинг» (smart shopping) ввиду нацеленности покупателем на получение наибольшей финансовой выгоды при покупке высококачественных товаров актуального модельного ряда.

## История возникновения и развития
Родиной off-price-формата считаются США. Отсчёт индустрии ведётся с 1909 года, когда при знаменитом в то время бостонском универмаге одежды Filene’s, существовавшем с 1881 года, был открыт Filene's Basement — подвальное помещение, служившее для реализации товарных излишков универмага. Оно стало своеобразным отдельным магазином. Эдвард Филен, сын основателя универмага, разработал для него «график автоматического снижения цены». Товар поступал в «подвал» со скидкой, однако далее через установленные промежутки времени его цена опускалась ещё ниже: через 12 дней — на 25 %, через 18 дней — на 50 %, через 24 дня — на 75 %, а после 30-го дня отдавался на благотворительность. При этом помещение было хорошо освещено и декорировано, имело свой собственный персонал. Filene’s Basement был очень популярен у горожан и туристов, большинство его товаров распродавалось в течение первых 12 дней. И хотя идея «выгодного подвала» была не нова — подобный концепт использовался ещё в 1879 году Маршаллом Филдом, — именно Filene’s Basement сделал её знаменитой и дал толчок развитию нового формата торговли. Со временем Filene’s Basement превратился в off-price-сеть из 20 гипермаркетов, которые просуществовали до 2009 года. Причём график автоматического снижения цены, придуманный для магазина в начале века, использовался им в течение нескольких десятилетий.
К середине XX века в США получила широкое распространение практика подобных «подвальных распродаж» при универмагах, а также «фабричных распродаж», когда в свободных помещениях фабрик со скидками реализовывали излишне произведённый товар. В 1930—1950 гг. текстильная и швейная промышленность США переживали период бурного роста: как во время Первой, так и в ходе Второй мировой войны государство оказывалось несколько изолированным от европейских стран — поставщиков оборудования для текстильной и швейной промышленности, красителей для тканей, и постепенно стало развивать внутреннее производство. В 50-е годы XX века в США выпускалось большое количество одежды, обуви и других товаров швейной промышленности, и в конце сезона фабрики были готовы реализовывать нераспроданный товар по существенно сниженным ценам. Мелкие предприниматели скупали его и организовывали розничные распродажи в пустующих помещениях фабрик и других дешёвых с точки зрения цен на аренду помещениях. По мере роста бизнеса они перебирались в универмаги или строили собственные магазины.

### 1950-60е годы
В 1956 году американский бизнесмен Альфред Маршалл собрал группу новаторски настроенных предпринимателей, предложив запустить старт-ап с концепцией «Бренды за меньшие деньги». Наблюдая послевоенный экономический бум и развитие пригородов, они решили использовать эти явления для создания бизнеса. Они открыли универмаг самообслуживания в Беверли, предлагая одежду и товары для дома по заманчиво низким ценам. Часть площади отдали в субаренду сторонним продавцам обуви, аксессуаров и спортивных товаров, но это разделение было невидимым для покупателей. Универмаг пользовался большой популярностью, и уже через 10 лет Marshalls стал ведущей off-price-сетью в США с двумя десятками магазинов.
Также в середине 50х годов известная в стране сеть магазинов Bell Hosiery Shops, торговавшая трикотажными изделиями и насчитывавшая в 1946 году около 60 универмагов, стала изучать опыт успешных «фабричных распродаж», поскольку их широкое распространение сказывалось на снижении продаж сети. В результате владельцы Bell Hosiery Shops решили выбрать дисконтирование в качестве основного стратегического направления.
Они решили, что не пойдут по пути организации дисконтных магазинов при фабриках, а будут создавать магазины в действующих универмагах или отдельно стоящие. Первый магазин площадью 5 000 квадратных футов (около 460 квадратных метров) открыли в Хайаннисе (штат Массачусетс) в июне 1956 года, назвав его Zayre. Спустя несколько месяцев организовали второй, в Бостоне, уже площадью 39 000 квадратных футов (более 3 600 квадратных метров). В 1959 году у компании было уже шесть магазинов Zayre, а к 1962 году — 27. В том же году Zayre Corp. стала публичной компанией и начала торговать на Нью-Йоркской фондовой бирже. К концу 1966 года сеть насчитывала 92 магазина на всей территории США. В них по сниженным ценам продавался трикотаж, игрушки, спортивные товары, книги, товары для красоты и здоровья и многое другое.
В 1965 году в США появились off-price магазины Hit or Miss, которые продавали высококачественную женскую одежду с дисконтом. Zayre Corp. несколько лет наблюдала за их успехами и бурным ростом на фоне общего спада рынка одежды и обуви в США и решила развивать у себя fashion-направление. В результате в 1969 году Zayre поглотила Hit or Miss и начала захват мирового off-price-рынка.

### 1970-90е годы
Вследствие высокой волатильности американской экономики в 1970-х годах, и рецессии, вызвавшей изменение отношения покупателей к расходам, off-price-индустрия набирала обороты. Несмотря на экономический спад в США 1970-х годов, сегмент рос: скупая у производителей излишки товаров в конце сезона и после закрытия складов, off-price-сети предлагали модные качественные брендовые товары по ценам на 20-60 % ниже, чем универмаги.
Так, сеть Hit or Miss, на тот момент уже принадлежавшая Zayre Corp., росла так быстро, что Zayre стала рассматривать возможности расширения off-price-торговли одеждой. Она сделала попытку купить сеть Marshalls, которая уже получила известность как off-price-ритейлер, но потерпела неудачу. Тогда Zayre наняла бывшего генерального менеджера Marshalls Бернарда Каммарата для создания клона Marshalls. Так в марте 1977 года в Оберне (штат Массачусетс) был открыт первый магазин под названием TJ Maxx, а затем и следующие универмаги новой сети. Они мгновенно завоевали популярность среди покупателей со средним и выше среднего доходом, обеспечивая растущую потребность населения в качественной одежде по разумным ценам и постоянно обновляющийся ассортимент.
Через несколько лет после этого Zayre Corp. стала развивать ещё одно своё направление — торговлю по каталогам почтовых заказов, организовав компанию Chadwick’s Boston, а в 1985 году — сеть магазинов бытовой техники Home Club, Inc. Таким образом, в компании оказалось несколько сетей: дисконты Zayre, ориентированные на клиентов с низким и средним уровнем дохода; TJ Maxx, Hit or Miss и Chadwick’s Boston, ориентированные на клиентов со средним и высшего среднего доходом.
К 1986 году количество магазинов Hit or Miss в Соединённых Штатах достигло 420, а продажи выросли до 300 млн долларов. Около 70 % ассортимента составляли известные на национальном уровне бренды, остальные 30 % — одежда, произведённая под маркой Hit or Miss. С таким ассортиментом сеть смогла продавать товары на 20-50 % дешевле, чем большинство специализированных магазинов. В 1987 году для управления компаниями была основана корпорация TJX Companies. В 1988 году Zayre решила сосредоточить свои усилия на развитии off-price-направления. Она продала всю сеть из почти 400 магазинов Zayre и сам лейбл конкурирующей сети дискаунтеров Ames Department Stores, Inc. за 431,4 млн, и к 1990 году все магазины Zayre были закрыты или преобразованы в магазины Ames.
Тем временем в 1976 году Marshalls всё-таки был приобретён сторонней компанией — её купила корпорация Melville. На тот момент сеть насчитывала 36 магазинов. При новом владельце она стала расти ещё стремительнее: к 1995 году в неё входило уже 496 магазинов в США и на Гавайях. В 1995 году TJX Corporation купила Marshalls — уже у Melville Corporation, заплатив за сделку 606 млн долларов.
В 1972 году начала свою историю американская компания Burlington. Первый магазин сети появился в 1972 году в Бурлингтоне (штат Нью Джерси), когда библиотекарь Генриетта Милштейн убедила своего мужа приобрести бывший фабричный аутлет за 675 тысяч долларов, используя для первоначального взноса 75 тысяч долларов, которые она накопила, работая в библиотеке. В 1975 году компания открыла второй магазин. В 1983 году сеть насчитывала 31 точку. В 2006 году она была приобретена Bain Capital Partners за 2 млрд долларов и продолжила бурное развитие.
Практически сразу после появления Burlington, в 1975 году, в США появился ещё один игрок — Nordstrom Rack, который открылся в подвальном помещении полновесного универмага Nordstrom в центре Сиэтла. По мере развития сети торговых центров Nordstrom off-price-магазины Nordstrom Rack «следовали» за ними.
В 1982 году сеть магазинов Ross Stores в США, состоявшая из шести универмагов, после перехода к новому владельцу сменила формат и также стала развиваться как off-price-ритейлер. В течение трёх лет сеть расширилась до 107 магазинов, а к 1996 году состояла почти из 300 универмагов с годовой выручкой 1,5 млрд долларов.
В Европе off-price-формат появился на несколько десятилетий позже, чем в США. Первым таким магазином на континенте в 1976 году стал Le Soldeur, открывшийся в западной части Франции, в городе Лаваль. Тогда основатель компании Реми Адрион купил на ликвидируемой фабрике большую партию одежды — с этого началась история компании NOZ, первого off-price-ритейлера с европейскими корнями. Постепенно он стал наращивать ассортимент и количество торговых точек, и к 1987 году у него было уже 10 магазинов во Франции, а также собственная логистическая платформа. В 1992 году после выхода государственного постановления, запрещающего использование термина solde в названиях коммерческих организаций, сеть изменила название на NOZ.

### Современное состояние
По состоянию на начало 2018 года в мире функционирует более 8 000 розничных off-price-магазинов, входящих в 20 крупных off-price-сетей (насчитывающих от нескольких десятков до сотен и даже тысяч магазинов). Мировой оборот сегмента за 2017 год — более 60 млрд долларов (порядка 2 % от объёма всей мировой fashion-индустрии, включающей в том числе сегменты люксовых товаров и спортивной одежды и обуви). Так, только в первом квартале 2017 года продажи TJX достигли 7,8 млрд долларов, Ross — 3,3 млрд долларов, Burlington — 1,3 млрд долларов.
Крупнейшим мировым лидером сектора остаётся корпорация TJX Companies, которой по состоянию на 2018 год принадлежит более 4 300 off-price-гипермаркетов, входящих в шесть розничных сетей (TJ Maxx, TK Maxx, Marshalls, Winners, HomeGoods, Homesense), в разных странах мира (США, Канаде, Австралии, Великобритании, Ирландии, Германии, Польше, Австрии, Нидерландах). Годовой оборот корпорации по итогам 2017 года оценивается почти в 36 млрд долларов. С 2013 по 2017 год включительно выручка компании ежегодно прирастала в среднем на 2 млрд долларов (по итогам 2013 года составляла около 26 млрд долларов), число её гипермаркетов за это время увеличилось на 27 % (на 855 магазинов).
На втором месте по масштабу среди мировых лидеров off-price — компания Ross Stores, у которой по состоянию на начало 2018 года более 1 400 магазинов, преимущественно в США и Канаде. Годовой оборот компании по итогам 2017 года превысил 14 млрд долларов, с 2013 года увеличившись на 38 %. Совокупно на территории США и Канады более 6 700 розничных магазинов формата off-price.
На европейском континенте в совокупности около 1 300 розничных off-price-магазинов, большинство из которых принадлежат трём крупнейшим сетям: 540 — TK Maxx (входит в TJX Companies), более 300 — крупному французскому off-price ритейлеру NOZ, ещё 240 — российской off-price сети Familia. Совокупный оборот off-price-ритейла в Европе, включая выручку от онлайн-магазинов сетей, — более 5 млрд евро.
На азиатском континенте off-price-сегмент пока развит слабо по сравнению с Америкой и Европой.
Америка
В США, где по состоянию на 2018 год функционирует более 6 300 розничных off-price-магазинов, общий объём сегмента составляет порядка 50 млрд долларов, свыше 80 % от мирового off-price-рынка. Наибольшее их количество принадлежит корпорации TJX Companies и входит в её сети TJ Maxx, Marshalls и Home Goods. Второй крупный off-price-оператор США — компания Ross Stores. Также в этом сегменте заметны сети Burlington, Nordstrom Rack, Tuesday Morning, Century 21, Macy’s Backstage.

По состоянию на 2018 год TJ Maxx объединяет более 1 230 магазинов в разных штатах США. В Marshalls — более 1 000 магазинов. Обе сети управляются компанией Marmaxx, которая является крупнейшим по объёму продаж в США розничным fashion-оператором. И TJ Maxx, и Marshalls (как и другие сети, входящие в TJX Companies) предлагают товары известных на национальном уровне брендов со скидкой в 20-60 % от средних цен регулярных ритейлеров на аналогичные товары. Поставщиками являются более 20 000 компаний из 100 стран мира. Данные сети имеют сходный ассортимент товаров, представленный главным образом одеждой, обувью, аксессуарами, сходные по площади и дизайну магазины, однако в TJ Maxx можно найти марки чуть более высокого ценового сегмента и более широкую линейку ювелирных изделий и аксессуаров. В Marshalls традиционно больший ассортимент обуви, одежды для мужчин и юношей. Кроме того, TJ Maxx, кроме физических магазинов, имеет онлайн-магазин, запущенный в 2009 году. Сначала он продавал только сумки, потом постепенно расширил ассортимент до одежды, обуви, ювелирных изделий, аксессуаров, товаров для дома. Совокупный оборот обеих сетей за 2017 год — более 22 млрд долларов.

Ещё одна их родственная сеть в США — HomeGoods, которая существует с 1992 года и специализируется на реализации товаров для дома: мебели, освещения, кухонных принадлежностей, ковров, текстиля, товаров для декора. По состоянию на 2018 год насчитывает более 700 магазинов в разных городах США.
Ещё одно подразделение TJX Companies, работающее в США в сегменте off-price — Sierra Trading Post. Оно специализируется на онлайн-продажах, торговле по каталогам и по состоянию на 2018 год имеет 30 розничных магазинов для поддержания знания марки. Всего компания предлагает товары около 3 000 брендов. Она появилась на рынке как продавец товаров по каталогам в 1986 году, а в 2012 году была приобретена TJX Companies за 200 млн долларов. Сайт компании существует с 1998 года. Уже в 2004 году он вошёл в топ-400 интернет-ритейлеров, а в 2005—2007, 2010 и 2011 годах — в топ-500.
Ross Stores — вторая по размеру и объёму выручки off-price-сеть в США и в мире. По состоянию на 2018 год она насчитывает более 1 600 магазинов, 1 400 из которых работают под брендом Ross Dress for Less и ещё чуть больше 200 — DD’s Discounts. Последняя сеть была образована в 2004 году для потребителей с более сдержанным, чем у Ross Dress for Less, доходом и представляет товары более демократичных марок. Ассортимент обеих сетей составляют одежда, обувь, разнообразные аксессуары, товары для дома. У компании более 8 000 поставщиков из разных стран мира.
У другого крупного off-price-ритейлера США, компании Burlington, по состоянию на 2018 год более 600 розничных универмагов, а также Интернет-магазин. Ритейлер предлагает одежду, обувь, аксессуары, ювелирные украшения, товары личной гигиены, игрушки, товары для декора c off-price до 65 %. Выручка — 6 млрд долларов по итогам 2017 года.
У off-price-сети Nordstrom Rack, которая продаёт главным образом одежду, обувь, украшения, косметику, по состоянию на 2018 год более 240 магазинов. Ритейлер продаёт товары «материнской» сети Nordstrom и Интернет-магазина Nordstrom.com со скидкой в 50-60 % от оригинальных цен, а также одежду, обувь, аксессуары других брендов с выгодой до 70 %. Компания отмечает, что поставляет товары в свои off-price-магазины ежедневно. Оборот off-price-направления Nordstrom по итогам 2017 года оценивается почти в 5 млрд долларов.
Также в off-price-сегменте работает компания Tuesday Morning, которая существует с 1974 года и объединяет по состоянию на 2018 год 730 магазинов на территории США. Специализируется на домашнем декоре, подарках, игрушках. Предлагает дисконт 20-60 %. Годовой оборот оценивает на уровне 1 млрд долларов. У компании нет онлайн-магазина, однако есть Интернет-витрина.
Небольшим, но заметным off-price ритейлером США является сеть Century 21, которая предлагает одежду, обувь, аксессуары известных брендов, в первую очередь премиальных, с выгодой до 65 %. Сеть начала развиваться в 1961 году с магазина площадью в 6 000 квадратных футов (557 квадратных метров) на Манхеттене. По состоянию на 2018 год у ритейлера 16 розничных универмагов в США, а также Интернет-магазин.
В 2015 году в off-price-сегмент вошёл Macy's, американская сеть универмагов, основанная в 1858 году. Сначала Macy’s запустила пять отдельно стоящих магазинов Macy’s Backstage, но спустя год изменила подход и стала выделять пространства под этой вывеской в действующих магазинах. В начале 2018 года у компании было 72 Macy’s Backstage и планы по открытию нового дистрибьюторского центра под развитие off-price-направления. Backstage предлагает преимущественно те же бренды одежды, обуви, аксессуаров, товаров для красоты, которые представлены в универмагах Macy’s. Дисконт доходит до 80 %.
Относительно молодым off-price-ритейлером в США является сеть Saks OFF 5TH, появившаяся на рынке в 2016 году. Её начала развивать Hundson's Bay Company, которая владеет в том числе известными универмагами Saks Fifth Avenue. Сеть Saks OFF 5TH состоит из более чем 100 магазинов на территории США и предлагает женскую, мужскую, детскую одежду и обувь, а также аксессуары и товары для дома более чем 800 премиальных брендов. Off-price составляет до 60-70 %. Также у компании есть онлайн-магазин.
В Канаде off-price-сегмент представляют главным образом сети, входящие в TJX Companies: Winners, Marshalls, HomeSense. Крупнейшей является Winners, которая была первым ритейлером страны в этом сегменте, развивая его с 1982 года. В 1990 году компанию поглотила TJX Companies. По состоянию на 2018 год Winners насчитывает более 260 магазинов и предлагает одежду, обувь, аксессуары, украшения, косметику и домашнюю одежду. Сеть держит off-price в пределах 20-60 % от регулярной цены, продаж онлайн не осуществляет. Marshalls в Канаде включает 73 магазина. А направление TJX Companies, представляющее off-price-сеть товаров для дома, в стране работает под брендом HomeSense и насчитывает по состоянию на начало 2018 года 117 магазинов.

Австралия, Новая Зеландия

В Австралии off-price-сегмент представлен магазинами TK Maxx. В 2015 году TJX Companies приобрела местную off-price-сеть Trade Secret, которая развивалась в стране с 1992 года как сеть дискаунтеров, предлагавших одежду, обувь, аксессуары, товары для дома международных и национальных брендов со скидками, достигающими 60 % регулярной розничной цены. По состоянию на начало 2018 года в Австралии работает 38 off-price-универмагов под брендом TK Maxx.

В Новой Зеландии о появлении формата off-price было заявлено во второй половине 2018 года, когда крупная локальная группа компаний The Wárehouse Gróup, специализирующейся на торговле с дисконтом, решила открыть сразу 47 off-price-магазинов под брендом Red Rack. Заявляемая выгода для покупателей — 20-60 % по сравнению с регулярным ритейлом. В числе брендов, которые можно найти в сети, отмечены Nike, Adidas, Puma, Superdry, Fenty от Rihanna, Ben Sherman, Billabong, Paul Frank. Компания отмечала, что реализует принцип охоты за сокровищами и нацелена на еженедельное пополнение ассортимента.
Европа

На сегодняшний день крупнейший розничный off-price-ритейлер с европейскими корнями на континенте — компания NOZ, которая представлена во Франции и насчитывает по состоянию на 2018 год более 300 магазинов. Последние годы компания открывает в среднем по два магазина в месяц. В основе ассортимента — одежда, аксессуары, средства личной гигиены и косметика, продукты питания, спортивный инвентарь, товары для дома и сада, включая мебель, технику, посуду и товары для декора. Годовой оборот компании оценивается на уровне 500 млн евро, а число поставщиков — в 110 000. NOZ отмечает, что её цель — из лидера по стоку в Европе вырасти в глобального лидера сегмента.

К разряду крупных локальных off-price-сетей можно также отнести французскую Stokomani, у которой 80 магазинов средней площадью 2 000 кв.м. По итогам 2017 года выручка компании составила более 440 млн евро. Также во Франции в этом сегменте работает Mistigriff, которая существует с 1989 года и насчитывает более 30 магазинов. Сеть представляет мужскую, женскую, детскую одежду, обувь известных мировых брендов, с дисконтом 25-85 %.
Крупнейший на сегодняшний день по объёму рынка в Европе off-price ритейлер TK Maxx, который входит в американскую корпорацию TJX Companies, появился на континенте позже, чем национальные французские off-price-сети: первый магазин TK Maxx был открыт в Бристоле (Англия) в 1994 году. По состоянию на 2018 год у компании уже более 540 универмагов в Европе. Из них около 340 в Великобритании и ещё 26 в Ирландии, 120 — в Германии, 40 — в Польше, 10 в Австрии и восемь — в Нидерландах. Также компания сфокусирована на развитии своего онлайн-магазина в Великобритании. В Великобритании с 2008 года представлена «сестринская» для TK Maxx off-price-сеть товаров для дома HomeSense, также входящая в TJX Companies. На начало 2018 года европейское подразделение HomeSense насчитывало 53 магазина в Великобритании и два открывшихся в 2017 году универмага в Ирландии. Совокупная выручка TK Maxx и HomeSense по итогам 2017 года оценивается на уровне 4 млрд евро.
Кроме того, о своих амбициях в Европе заявляет Saks OFF 5TH: компания открыла первые магазины на континенте в 2017 году, и по состоянию на ноябрь 2018 года располагает семью магазинами в Германии и двумя в Нидерландах.
На территории Восточной Европы, кроме Польши, off-price-сегмент по состоянию на 2018 год представлен главным образом в России и в Украине. В России off-price как самостоятельный формат торговли начал активно развиваться в начале 2000х годов усилиями компании Familia, которая по состоянию на ноябрь 2018 года является единственной в стране федеральной сетью off-price-магазинов. Она начала свою деятельность в 2000 году как сеть универмагов распродаж для всей семьи и предлагала широкий ассортимент одежды и обуви популярных российских и зарубежных марок. Компания постепенно трансформировалась в off-price-ритейлера, взяв за основу концепцию работы мировых off-price-гигантов Ross Stores и TJ Maxx и адаптировав их практику с учётом особенностей рынка. В 2016 году Familia получила премию «Марка № 1 в России» как off-price-сеть, в 2016, 2017 и 2018 гг. журнал РБК включал сеть в ежегодный рейтинг «50 самых быстрорастущих компаний России», а в 2018 году — в рейтинг «500 крупнейших по выручке компаний России». По состоянию на декабрь 2022 года компания управляет более 400 розничными магазинами в более чем 115 городах РФ, их совокупная площадь превышает 3,5 % от общей площади, занимаемой в стране сетевой fashion-розницей. В магазинах сети представлены товары более чем 6 000 торговых марок из 40 стран мира.

В Украине off-price-сегмент представлен компанией Red, которая открыла первый розничный мультибрендовый магазин в 2004 году. По состоянию на октябрь 2018 года у ритейлера 10 розничных магазинов, расположенных в Киеве и Борисполе. Также у Red работает Интернет-магазин. Предлагаемый покупателям off-price — до 55 %.

Азия

В странах Азии формат представлен слабо ввиду большой распространённости открытых рынков, магазинов при фабриках, которые способны предлагать покупателю качественный товар по минимально возможной цене, а также бурного развития онлайн-продаж и соответствующих сервисов. В отдельных странах периодически появляются магазины или роад-шоу, активно транслирующие как сам термин off-price, так и преимущества формата для покупателей. В частности, на Филиппинах проходит ежегодное Off-Price Show, которое по формату напоминает американские «фабричные распродажи» середины XX века, а также набирающие популярность в последние годы поп-апы (или «всплывающие», временные магазины). Массового распространения — как, например, в США — или постепенного, планомерного развития, как в России, off-price-ритейл в Азии пока не получил. Так, в Китае заметен всего один off-price-ритейлер — DX Quality Outlet, который управляет поп-ап магазинами, а также развивает Интернет-магазин. По состоянию на 2018 год у ритейлера насчитывалось 38 «всплывающих» и 13 постоянных off-price-магазинов, однако компания заявляла о планах увеличить число поп-апов — до совокупного времени их работы 11 тысяч дней в году.